# Capesize

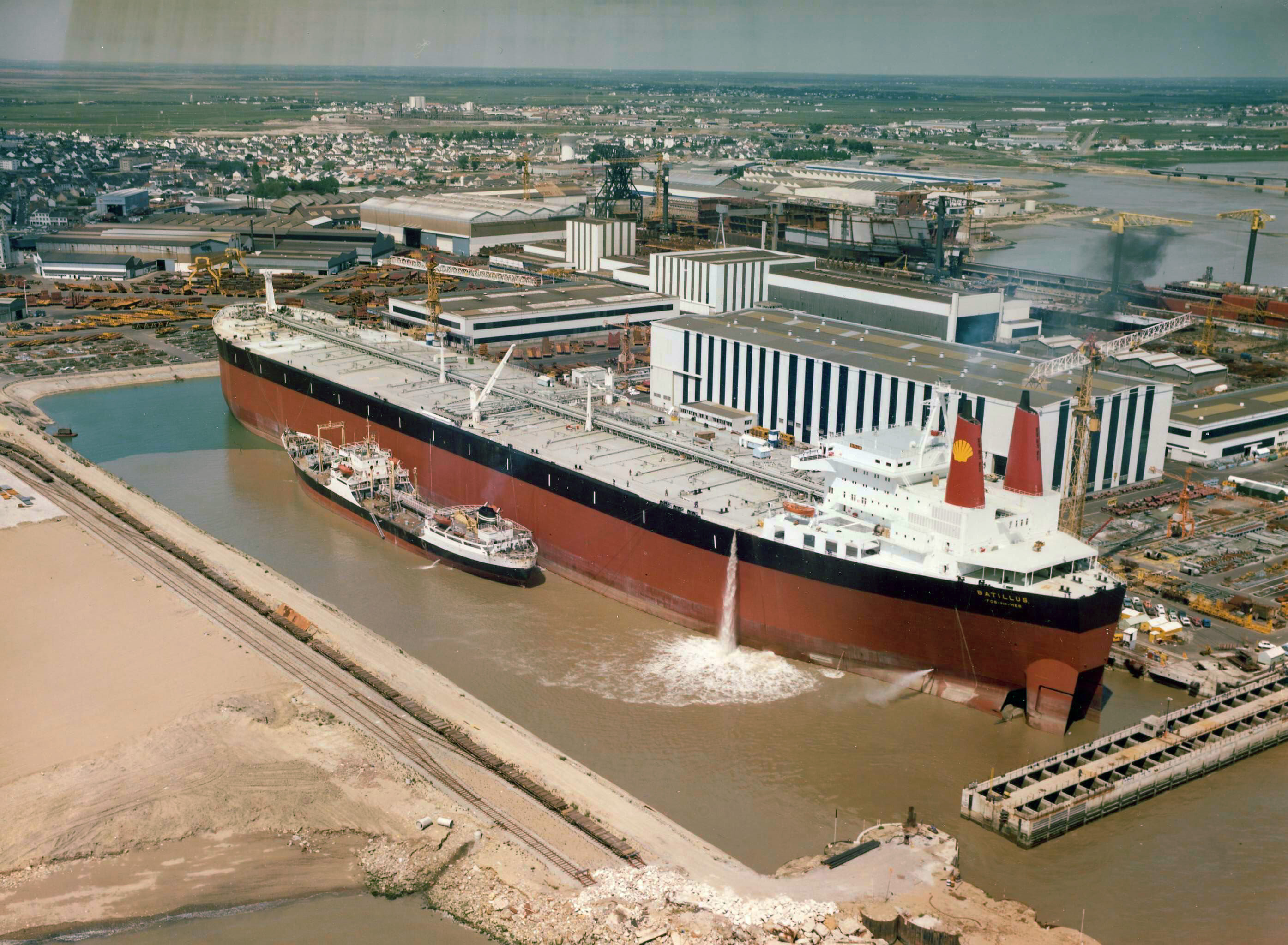
Supertankowiec Batillus w Saint-Nazaire

Capesize (ang. cape [keɪp] - przylądek, size [saɪz]  - rozmiar) – statek handlowy, który z uwagi na swoje wymiary nie może korzystać z Kanału Sueskiego, a tym bardziej z Kanału Panamskiego (por. suezmax i panamax). Z tego też względu  podczas żeglugi pomiędzy oceanami, zmuszony jest do opływania Przylądka Igielnego (Afryka), Przylądka Horn (Ameryka Południowa). Najczęściej podróże morskie statków tej klasy odbywają się pomiędzy odległymi redami portów, gdyż z racji swojego zanurzenia w stanie załadowania wymagają głębokowodnych portów zdolnych przyjąć tak duże jednostki pływające.

## Charakterystyka
Statki typu Capesize charakteryzują się nośnością powyżej 150 tysięcy DWT i budowane są w większości jako tankowce, rzadziej jako masowce. Te ostatnie w związku z pojawiającym się problemem szybkiego załadunku. Na statkach tych ładuje się do 30 tys. t surowca na godzinę, a odległość od urządzenia ładującego do dna wewnętrznego może wynosić nawet 40 m, co powoduje zagrożenie dla konstrukcji statków.
Budowa statków typu Capesize staje się opłacalna tylko podczas dynamicznego rozwoju gospodarczego i dużego zapotrzebowania na surowce wtedy, gdy kanały te nie radzą sobie z wzmożonym ruchem statków (kongestia) lub w tych strategicznych rejonach doszło do długotrwałej destabilizacji politycznej albo wojny.
Wśród statków klasy Capesize wyróżnia się jeszcze specyficzne podklasy:
- tankowce VLCC (en:Very Large Crude Carrier) o wyporności od 200 tysięcy DWT do 320 tysięcy DWT. Niektóre z nich są w stanie tylko pod balastem (bez ładunku) przepłynąć Kanał Sueski.
- tankowce ULCC (en:Ultra Large Crude Carrier) o wyporności od 321 tysięcy DWT do 565 tysięcy DWT (ostatni rekord wyporności statku; por. TT Knock Nevis)